# Dirk (pièce de théâtre)
Pour l’œuvre originale et le personnage, voir Dirk Gently.
Pour les articles homonymes, voir Dirk (homonymie).
Dirk est une pièce de théâtre britannique, créée en 1991 par James Goss et Arvind Ethan David et basée sur le roman Un cheval dans la salle de bains de Douglas Adams, qui met en scène le personnage Dirk Gently.

## Publication
Le texte de la pièce est publié en mars 2016 par Samuel French Ltd. sous le titre Dirk Gently’s Holistic Detective Agency  (ISBN 9780573111228).